# 腾讯课堂
腾讯课堂是腾讯公司推出的一个在线职业教育平台，提供IT互联网、设计创作、职业考试、升学考研、语言留学、兴趣生活等在线课程。该平台于2014年4月正式上线，并在2016年4月发布了移动客户端。为了维护课程品质，腾讯教育推出了“机构认证计划”、“名师计划”、“优课计划”、“学员无忧计划”等。2018年9月，腾讯课堂成为了中國最大的職業教育在線平台。

## 历史
腾讯课堂于2014年4月上线。2016年4月9日，腾讯课堂正式在应用宝上上线了同名App。
为了维护课程品质，腾讯课堂推出了一系列计划。2016年7月27日，平台发布了“机构认证计划”，获得认证的机构可以得到平台赋予的认证特权，包含认证标识、精准流量、快速结算、一对一服务等。同年11月10日，腾讯课堂推出了“名师计划”，让课程质量、课程学生参与度和课程服务口碑达标的老师在平台内有机会拥有自己的教学页面。此外，平台还据此提供了题库、作业批改系统等系统，以更好地为老师服务。2017年1月，腾讯宣布将推出“优课计划”，根据机构年营收，对入驻机构收取平台服务费。平台建立了课程质量奖惩机制，最高可获得腾讯课堂奖励的10%的当期学费。对于评分低于警告线的课程，腾讯课堂亦推出了相关的警告和处罚措施。2019年3月6日，腾讯课堂宣布实施“学员无忧计划”，制定并推行《机构入驻审核规范》、《课程违规行为处罚规则》等。通过违规扣分、课程AB类惩罚和仲裁机制三大措施，以保障学员利益和推动教育机构规范化。此外，平台还制定了售后率指标考核。如课程考核不达标，将面临平台的处罚。
2018年5月11日，腾讯课堂联合微信上线了小程序课程。该课程由腾讯专家亲自授课，包含在线视频、巩固练习、扩展文档、实操项目四大板块。课程结束后，学员可以完成小程序项目，并获得批改服务，最终得到“微信小程序开发NEXT学位证书”。
2019年5月22日，腾讯在2019年全球数字生态大会上宣布正式成立“腾讯教育”，将包括腾讯课堂在内的该公司旗下的教育产品聚合。
2024年6月，腾讯课堂宣布将于2024年8月1日起停止所有在线课程的访问服务，并于2024年10月1日停止运营。

## 功能
腾讯课堂将传统的线下第三方教育机构转战线上，提供营销工具、支付工具、教务教学工具支持以及数据工具等功能。该平台的课程内容涵盖IT互联网、设计创作、职业考试、升学考研、语言留学、兴趣生活等。用户可以通过直接搜索、推荐课程、机构主页或活动合辑等方式发现课程。此外，对于上线的课程，用户还能看到其它学员对这门课程的评价，以判断课程是否适合自己。在上课过程中，腾讯课堂提供PPT演示、屏幕分享、举手、签到、答题等多种直播互动模式，并透过微信小程序拓宽了教学场景。
腾讯课堂与QQ、QQ群、QQ客户端进行了系列整合，用户成功报名课程后，可以在QQ客户端找到已报名的课程，通过QQ客户端直接进入课堂。用户还可以加入机构认证的官方QQ群，与同学、老师交流，实现一对一的在线教学指导。此外，平台亦提供直播课程回看、离线下载等功能，让用户可以随时学习。而为了使使用者拥有良好的学习计划，平台还提供了学习计划展示、学习记录沉淀、以及课程管理的功能。

## 反响
腾讯课堂在上线一年内即与5000多家教育机构达成合作。截至2018年10月底，在腾讯课堂平台上收入破百万的机构达146家。
2018年9月，騰訊課堂成为了中國最大的職業教育在綫平台，拥有3億用戶与超過10萬門網絡教育課程。根据官方公布的数据，在2018年，腾讯课堂IT互联网类学习人数达336万，职业考证类和设计创作类分别为287万和258万。其次是升学考研、兴趣生活和语言学习。